# 小笠原清宗
小笠原 清宗（おがさわら きよむね）は、戦国時代の武将。信濃小笠原氏（府中小笠原家）当主。小笠原持長の子。
父の代から続く宗家の家督を巡って、小笠原光康の子家長及び宗康の遺児政秀と対立、小笠原氏は清宗の府中小笠原家、家長の松尾小笠原家と政秀の鈴岡小笠原家に分裂、衝突を繰り返して衰退していった。小笠原氏の統一は清宗の曾孫長棟が光康の曾孫貞忠を降伏させる天文3年（1534年）までかかることになる。
清宗は信濃井川館に生まれた。永享元年（1429年）11月に元服、右馬助、大膳大夫、信濃守に任じられる。鈴岡小笠原家の政秀や諏訪氏と度々争い、府中に攻め込まれたため、長禄3年（1459年）頃に新たに林城を築き、居館を移す。応仁元年（1467年）からの応仁の乱では西軍を支持する。文明6年（1474年）7月、上洛して9代将軍足利義尚に拝謁する。文明10年（1478年）没、享年62。